# Lycaeides annetta
Lycaeides annetta är en fjärilsart som beskrevs av Mead 1882. Lycaeides annetta ingår i släktet Lycaeides och familjen juvelvingar. Inga underarter finns listade i Catalogue of Life.